# Римские коллегии
Римские (папские) коллегии (лат. Pontificium collegium, итал. Pontificio collegio) — национальные коллегии, создававшиеся в Риме по инициативе римских пап, кардиналов и епископов для повышения уровня образования национального католического духовенства других стран и народов, а также для работы на территории стран, находящихся под влиянием других вероисповеданий.

## Список коллегий
- Тевтонская коллегия[англ.], основана в 1399 году, затем разделена на две:
  - Папская тевтонская коллегия Девы Марии делль Анима, расформирована в 1859 году;
  - Тевтонская коллегия дель Кемпо Санто, основана в 1876 году;
- Коллегия Капраника[англ.], основана в 1457 году;
- Эфиопская коллегия[итал.], основана в 1481 году;
- Папский германско-венгерский коллегиум, основан в 1552 году;
- Папская большая Римская семинария[англ.], основана в 1565 году;
- Папская греческая коллегия святого Афанасия, основана в 1576 году;
- Английская коллегия[англ.], основана в 1579 году;
- Маронитская коллегия, основана в 1584 году;
- Шотландский колледж[англ.], основана в 1600 году;
- Коллегия папы Урабана[итал.], основана в 1622 году;
- Ирландская коллегия[англ.], основана в 1628 году;
- Папская Церковная академия, основана в 1701 году;
- Ломбардская коллегия[итал.], основана в 1854 году;
- Бельгийская коллегия[нем.], основана в 1844 году;
- Коллегия Беды[англ.], основана в 1852 году;
- Папская французская семинария[англ.], основана в 1853 году;
- Латиноамериканская коллегия Пия[англ.], основана в 1857 году;
- Папский Североамериканский колледж, основан в 1859 году;
- Польская коллегия, основана в 1866 году;
- Армянская коллегия[нем.], основана в 1883 году;
- Коллегия Непомука[итал.], основана в 1884 году;
- Испанская коллегия, основана в 1892 году;
- Collegio Apostolico Leoniano, основана в 1897 году;
- Папская украинская коллегия святого Иосафата, основана в 1897 году;
- Папская хорватская коллегия святого Иеронима, основана в 1901 году;
- Португальская коллегия, основана в 1901 году;
- Папская малая Римская семинария[итал.], основана в 1913 году;
- Руссикум, основан в 1929 году;
- Канадская коллегия, основана в 1932 году;
- Бразильская коллегия Пия, основана в 1934 году;
- Филиппинская коллегия[англ.], основана в 1961 году;
- Мексиканская коллегия, основана в 1967 году;
- Centrum Laicum ad Foyer Unitas[англ.], основана в 1986 году;